# Cali Iz Active
Cali Iz Active è il quarto album in studio del gruppo musicale hip hop statunitense Tha Dogg Pound, pubblicato nel 2006.

## Tracce
1. Cali Iz Active (featuring Snoop Dogg) – 4:44
2. Kushn N' Pushn – 4:08
3. Sittin on 23'z – 3:45
4. Stop Lyin' – 4:19
5. It's Craccin All Night (featuring Snoop Dogg & Diddy) – 5:28
6. Slow Your Roll – 4:04
7. Heavyweights (featuring Snoop Dogg) – 3:57
8. Keep It Gangsta (featuring The Lady of Rage) – 5:02
9. Hard On A Hoe (featuring Nate Dogg, RBX & Snoop Dogg) – 4:00
10. It's All Hood (featuring Snoop Dogg, Ice Cube & Traci Nelson) – 4:53
11. Faknass Hoes (featuring David Banner) – 4:14
12. Don't Sweat It (featuring Snoop Dogg, Nate Dogg & RBX) – 3:53
13. Make Dat Pussy Pop (featuring Paul Wall) – 4:04
14. Thrown Up Da C – 4:11
15. Face 2 Face (featuring Snoop Dogg) – 4:23
16. She Likes Dat (featuring Snoop Dogg) – 3:48

## Formazione
- Daz Dillinger
- Kurupt